# Fluent builder (шаблон проєктування)
Fluent builder — твірний шаблон проєктування, який спрощує процес створення об'єктів.

## Мотивація
Спростити процес створення важких об'єктів. Розв'язує проблему перевантажених конструкторів, а також проблему великої кількості аргументів в конструкторах.

## Опис
Нехай дано клас User
```
public
 
class
 
User

{

    
// FIELDS

    
private
 
string
 
name
;

    
private
 
string
 
surname
;

    
private
 
int
 
age
;

    
private
 
bool
 
isMarried
;

     
// CONSTRUCTORS

     
public
 
User
()

     
{

         
this
.
name
 
=
 
string
.
Empty
;

         
this
.
surname
 
=
 
string
.
Empty
;

         
this
.
age
 
=
 
18
;

         
this
.
isMarried
 
=
 
false
;

     
}

     
public
 
User
(
string
 
name
,
 
string
 
surname
,
 
int
 
age
,
 
bool
 
isMarried
)

     
{

         
this
.
name
 
=
 
name
;

         
this
.
surname
 
=
 
surname
;

         
this
.
age
 
=
 
age
 
>
 
18
 
?
 
age
 
:
 
18
;

         
this
.
isMarried
 
=
 
isMarried
;

     
}

}

```

Його конструктор приймає чотири аргументи, що вже здається надлишковістю. Крім того кількість полів та аргументів може бути значно більшою, а для полів можуть бути присутні різноманітні перевірки.
Додамо клас, який буде відповідати за побудову нашого об'єкта
```
public
 
class
 
UserBuilder

        
{

            
// FIELDS

            
private
 
User
 
user
;

            
// CONSTRUCTORS

            
public
 
UserBuilder
()

            
{

                
user
 
=
 
new
 
User
();

            
}

            
// METHODS

            
public
 
UserBuilder
 
SetName
(
string
 
name
)

            
{

                
user
.
name
 
=
 
name
;

                
return
 
this
;

            
}

            
public
 
UserBuilder
 
SetSurname
(
string
 
surname
)

            
{

                
user
.
surname
 
=
 
surname
;

                
return
 
this
;

            
}

            
public
 
UserBuilder
 
SetAge
(
int
 
age
)

            
{

                
user
.
age
 
=
 
age
 
>
 
18
 
?
 
age
 
:
 
18
;

                
return
 
this
;

            
}

            
public
 
UserBuilder
 
SetIsMarried
(
bool
 
isMerried
)

            
{

                
user
.
isMarried
 
=
 
isMerried
;

                
return
 
this
;

            
}

            
// BUILDING

            
public
 
User
 
Build
()

            
{

                
return
 
user
;

            
}

        
}

```

Цей клас вміє лише будувати нашого User'a. Важливо відмітити, що кожний Set метод повертає this, тобто посилання на об'єкт будівельника. Це дозволить нам використати Fluent interface.
```
User
 
user
 
=
 
new
 
User
.
UserBuilder
()

                
.
SetName
(
"John"
)

                
.
SetSurname
(
"Doe"
)

                
.
Build
();

```

Звісно це не є обов'язковою вимогою шаблону.

## Переваги та недоліки

### Переваги
- спрощує процес створення об'єкта
- спрощує конструктор об'єкта
- спрощує код

### Недоліки
- додає клас будівельник, для складних об'єктів
- не завжди будівельник має доступ до полів об'єкта. В деяких випадках, аби досягти цього, варто порушити інкапсуляцію, що не завжди є прийнятним рішенням

## Зв'язок з іншими патернами
- Будівник та Fluent Builder використовують з однаковою метою — боротьба з анти-шаблоном "телескопічний конструктор". Але варто розуміти, що Будівник надає інтерфейс для реалізації алгоритмів побудови складних об'єктів. Користувач працює із об'єктами-спадкоємцями через цей інтерфейс доступу. Fluent Builder надає користувачеві методи ініціалізації полів.

## Див.також
- Шаблони проєктування програмного забезпечення
- Об’єктно-орієнтоване програмування